# Him (Buffy the Vampire Slayer)
Him (Él en América Latina y España) es el sexto episodio de la séptima temporada de la serie de televisión Buffy la cazavampiros. El episodio fue traducido tanto en América Latina como en España como Él.
El simple enamoramiento de Dawn con RJ Brooks, jugador de fútbol americano de la Sunnydale High, comienza a volverse obsesivo, animando a Buffy a investigarlo ella misma. Cuando Buffy, Anya y hasta Willow caen enamoradas ante el atractivo RJ, Spike y Xander deberán unir fuerzas para descubrir la fuente de ese encantamiento.

## Argumento
Dawn Summers (Michelle Trachtenberg) cae enamorada de RJ (Thad Lucknbill), un jugador de fútbol americano de la secundaria, y busca desesperadamente llamar su atención y su afecto, utilizando sus extrañas habilidades sociales en su presencia. Su hermana, Buffy (Sarah Michelle Gellar), se enamora del mismo chico cuando lo ve por primera vez. Y después que RJ visitara la casa de las Summers, Anya (Emma Caulfield) y Willow (Alyson Hannigan) se enamoran asimismo del joven, incluso aunque Willow sea lesbiana.
Como Buffy, Anya y Willow se proponen utilizar sus habilidades especiales para demostrar ser dignas del amor de RJ, Dawn se siente devastada e completamente inferior a las otras tres, por lo que acuesta en los rieles de un tren para que la mate y le ponga fin a su sufrimiento.
Por su parte, Buffy decide eliminar al enemigo de RJ, el director Wood (D.B. Woodside), con un lanzacohetes, Anya decide robar un banco, mientras que Willow comienza a elaborar un hechizo para convertir a RJ en una mujer. Cuando Xander (Nicholas Brendon) y Spike (James MArsters) descubren el plan de las mujeres, deciden ir tras ellas y detenerlas antes de que suceda algo serio.
Finalmente se revela que la chaqueta de RJ tiene una poción de amor, la cual heredó de su hermano mayor, el cual la heredó de su padre. Xander y Spike destruyen la chaqueta al final y el hechizo finaliza.

## Reparto

### Personajes principales
- Sarah Michelle Gellar como Buffy Summers.
- Nicholas Brendon como Xander Harris.
- Alyson Hannigan como Willow Rosenberg.
- Emma Caulfield como Anya Jenkins.
- Michelle Trachtenberg como Dawn Summers.
- James Marsters como Spike.

### Personajes secundarios
- Thad Luckinbill como R. J. Brooks.
- Brandon Keener como Lance Brooks.
- D.B. Woodside como el director Robin Wood.
- Yan England como O'Donnell.
- Angela Sarafyan como Lori.
- David Ghilardi como profesor.
- Riki Lindhome como Cheryl.

## Detalles de la producción

### Música
- La canción Warning Sign de Coldplay puede escucharse cuando Dawn sale de clases y busca en los salones a RJ y finalmente lo consigue en el aula de arte donde se está besando con Buffy.
- En la temporada 2, en el episodio Inca Mummy Girl, Devon le pregunta a Oz qué debe hacer una chica para impresionarlo, a lo que él responde: "Todo involucra plumas de boas y el tema A Summer Place". En este episodio, con cada mujer que se enamora de RJ, éste empieza a moverse en cámara lenta y suena de fondo el tema A Summer Place.

## Continuidad
Aquí se presentan los hechos que o bien influyen en la séptima temporada exclusivamente, o bien que viniendo de episodios anteriores influyen en este. Y por último, acontecimientos que ocurren en este episodio que influyen en las demás temporadas o en alguna otra temporada.

### Para todas o las demás temporadas
- El flashback de Xander de unas chicas persiguiéndolo y llamando su nombre viene del capítulo Bewitched, Bothered and Bewildered de la segunda temporada, en el cual un hechizo de amor hizo que todas las mujeres se sintieran atraídas a él.
- El arma con que Buffy trata de eliminar al Director Wood es el lanzacohetes que Xander obtuvo en la segunda temporada, y que fue utilizado en el episodio Inocencia.
- El uniforme que utiliza Dawn para las pruebas de las animadoras, fue el mismo uniforme que usó Buffy en el episodio de la primera temporada, Bruja.